# La Ruelle ténébreuse
 (octobre 2007).
Si vous disposez d'ouvrages ou d'articles de référence ou si vous connaissez des sites web de qualité traitant du thème abordé ici, merci de compléter l'article en donnant les références utiles à sa vérifiabilité et en les liant à la section « Notes et références ».
 (octobre 2007).

La Ruelle ténébreuse est une nouvelle de Jean Ray parue en 1932.

## Résumé
Le Manuscrit Allemand raconte la pénible aventure d’une jeune femme que recueillirent, dans leur demeure de la Deichstrasse, un vieux célibataire et trois vieilles filles. Des événements tragiques ne tardèrent pas à se dérouler sous les yeux des habitants de la vaste maison : un soir de tempête qui les fit renoncer à une fête au Tempelhoff, ils furent témoins de la disparition d’Eléonore Ruckardt. Par la suite, ce fut au tour de Frau Piltz, de Lotte Ruckardt, de Frida de disparaitre, non sans avoir assisté, peu avant, à une horrible scène au cours de laquelle Herr Huhnbein se fit proprement décapiter. Epouvante à l’intérieur. Effroi à l’extérieur, où pendant la même période, on ne dénombra plus les crimes bizarres accomplis dans le brouillard. La narratrice, quant à elle, finit par découvrir que dans la maison qu’elle parcourait sans cesse se dissimulait une présence, une sorte d’être vaporeux, avec qui elle entra en relation. A la grande fureur de la dernière survivante, Meta Ruckardt, qui attaqua l’informe créature et son interlocutrice. Au moment du combat, ravageant la maison, un incendie s’alluma, au sein duquel surgit une immense vieille femme ; son regard tomba sur la narratrice et ce fut le dernier événement précis dont celle-ci rut rendre compte. Dans la dernière séquence du manuscrit, elle eut à peine l’occasion d’évoquer le fait qu’elle se trouvait dans une étrange petite maison et qu’elle n’y était pas seule… 
Le Manuscrit Français raconte la découverte, par un professeur nommé Alphonse Archipètre, d’une étrange rue, la Sankt Berengonnegasse, qui débouchant dans une rue fréquentée et connue, la Mohlenstrasse, semblait cependant n’avoir d’existence que pour le seul narrateur. Personne, en effet, n’a jamais parcouru cette impasse ni vu leurs murs blancs. Personne n’a jamais pu faire ce que fit le narrateur : il entra dans ces maisons, y découvrit quelques étrangetés, y ramassa des plateaux, les vendit à l’antiquaire Gockel et s’offrit, avec l’or qu’il obtint, les charmes d’Anita qui dansait et chantait au Tempelhoff. Parcourir la ruelle et y voler des plats devinrent pour Alphonse Archipètre des gestes purement répétitifs, jusqu’au jour où une terreur sans nom envahit la ville ! Disparitions brutales, assassinats sauvages tout au long de la Deichstrasse ; Anita elle-même disparut. Le narrateur, découvrant l’épouvante que semblait contenir la ruelle ténébreuse, décida de la conjurer en boutant le feu aux petits maisons. Au moment de fuir l’incendie, il s’empara, dans une des maisons de quelques feuillets manuscrits, avant de pousser un ultime cri.
L’histoire se referme au moment où réapparait le premier narrateur qui semble, en retrouvant à Hambourg les petits-enfants de l’antiquaire Gockel, apporter certaines explications aux événements troublants qu’il a fidèlement rapportés. Elle ne peut, cependant, se refermer définitivement, puisque les derniers témoignages font apparaitre des êtres de la nuit qui, à la suite d’une immense vieille femme, reviennent toutes les nuits…

## Une élucidation contrariée
La séquence qui clôture apparemment le récit invite le lecteur à chercher une explication à cette histoire dans le conte lui-même.
Faisant cela, elle feint de marquer l’appartenance de La Ruelle Ténébreuse à un fantastique traditionnel qui ne maintient pas l’indécision jusqu’à la fin de la narration, et s’en justifie en faisant apparaitre le mot « explication » dans le cours du récit « comme si les protagonistes l’attendaient, la désiraient, ne pouvaient se passer d’elle ».
Prudemment, le narrateur qui transmet les deux textes propose qu’à sa suite le lecteur se livre à une tentative d’élucidation, en superposant les deux manuscrits. Peut-être la signification de ces étranges événements pourrait-elle apparaitre alors par transparence : « On eût dit que le manuscrit français versait un peu de clarté sur l’angoisse noire qui montait du premier cahier, comme une fumée délétère. Pour autant que la lumière puisse se faire sur cette histoire »
Tout ce qui, ponctuellement, apparait dans les deux manuscrits incite à faire coïncider les deux séries d’événements, à essayer de les rendre moins étrangères l’une à l’autre.